# Élections au Parlement de Catalogne de 2017
Les élections au Parlement de Catalogne de 2017 (en catalan : eleccions al Parlament de Catalunya de 2017, en espagnol : elecciones al Parlamento de Cataluña de 2017, en occitan : eleccions ath Parlament de Catalonha de 2017) se tiennent le 21 décembre 2017, afin d'élire les 135 députés de la XIIe législature du Parlement, pour un mandat de quatre ans.
À l'issue du scrutin, dont la participation atteint le record de 82 %, le bloc des formations indépendantistes (Ensemble pour la Catalogne, Gauche républicaine de Catalogne et Candidature d'unité populaire) arrive en tête avec 47,5 % des voix et conserve la majorité au Parlement avec 70 sièges, tandis que le bloc unioniste (Ciutadans — parti arrivé en tête —, Parti populaire catalan et Parti des socialistes de Catalogne) totalise 43,5 % des voix et obtient 57 sièges. La coalition CatComú-Podem qui défend l'idée d'un référendum sur l'indépendance sans se positionner pour ou contre celle-ci et affirme la prévalence de la défense des droits sociaux sur la question indépendantiste, obtient quant à elle 7,5 % des voix et huit sièges.

## Contexte
Le 27 octobre 2017, consécutivement à la validation des mesures présentées dans le cadre de l'article 155 de la Constitution espagnole par le Sénat, le président du gouvernement Mariano Rajoy destitue l'ensemble du gouvernement de Carles Puigdemont et impose la tenue d'un scrutin législatif régional le jeudi 21 décembre 2017. Conformément aux dispositions de la loi organique sur le régime électoral général (LOREG), la loi électorale espagnole, un minimum de 54 jours doit s'écouler — la période séparant les samedi 28 octobre et jeudi 21 décembre — entre la publication du décret royal portant convocation des élections au Bulletin officiel de l'État et la tenue des élections en question.
Le 30 octobre, le Parti démocrate européen catalan (PDeCAT) et la Gauche républicaine de Catalogne (ERC), les deux principaux partis politiques soutenant l'indépendance catalane, annoncent à quelques heures d'intervalle qu'ils participeront aux élections. Le porte-parole d'ERC Sergi Sabrià qualifie cependant ce scrutin d'« illégitime » et la coordonnatrice générale du PDeCAT Marta Pascal indique que leur participation est uniquement destinée à « défendre les institutions catalanes ».

### Enjeux
Le Parlement de Catalogne est la législature décentralisée et monocamérale de la communauté autonome de Catalogne, dotée d'un pouvoir législatif en matière régionale tel que défini par la Constitution espagnole et le Statut d'autonomie de la Catalogne, ainsi que de la capacité de voter la confiance en un président de la Généralité ou de la retirer.

### Dissolution du Parlement
Le mandat du Parlement de Catalogne expire quatre ans après la date de son élection précédente, à moins qu'il n'ait été dissous plus tôt. Le président de la Généralité doit déclencher des élections quinze jours avant la date d'expiration des pouvoirs du Parlement, le jour des élections ayant lieu dans les quarante à soixante jours suivant la convocation. Les élections précédentes ont eu lieu le 27 septembre 2015, ce qui signifie que le mandat de la législature aurait expiré le 27 septembre 2019. L'élection devait être déclenchée au plus tard le 12 septembre 2019, jusqu'au soixantième jour suivant la convocation, en fixant la date des élections législatives au plus tard au lundi 11 novembre 2019.
Le président de la Généralité a néanmoins la possibilité de dissoudre le Parlement de Catalogne et de convoquer des élections à tout moment, à condition qu'aucune motion de censure ne soit en cours et que cette dissolution n'intervienne pas avant un an après la précédente. Si un processus d'investiture échoue à élire un président régional dans un délai de deux mois à compter du premier tour de scrutin, le Parlement est automatiquement dissous et une nouvelle élection déclenchée.

## Mode de scrutin
| Circonscriptions | Députés | Carte                                 |
| ---------------- | ------- | ------------------------------------- |
| Barcelone        | 85      | Nombre de députés par circonscription |
| Gérone           | 17      | Nombre de députés par circonscription |
| Lérida           | 15      | Nombre de députés par circonscription |
| Tarragone        | 18      | Nombre de députés par circonscription |

Le Parlement est constitué de 135 députés élus pour une législature de quatre ans au suffrage universel direct et suivant le scrutin proportionnel d'Hondt à listes fermées par l'ensemble des personnes résidant dans la communauté autonome où résidant momentanément à l'extérieur de celle-ci, si elles en font la demande.

La Catalogne ne dispose pas de loi électorale propre ; il s'agit, dans ce cas, de la Loi organique du régime électoral général (LOREG) qui s'applique. Le décret de convocation répartit le nombre de sièges à pourvoir conformément à la deuxième disposition transitoire du statut d'autonomie de la Catalogne qui maintient en vigueur la deuxième alinéa de la quatrième disposition transitoire du statut de 1979 disposant que : 
«  Les circonscriptions électorales seront les quatre provinces de Barcelone, Gérone, Lérida et Tarragone. Le Parlement de Catalogne sera intégré par 135 députés, desquels la circonscription de Barcelone élira un député pour 50 000 habitants, avec un maximum de 85 députés. Les circonscriptions de Gérone, Lérida et Tarragone éliront un minimum de six députés, plus un par tranche de 40 000 habitants, en s'attribuant respectivement 17, 15 et 18 députés. »
Comme dans toute l'Espagne, le vote blanc est reconnu et comptabilisé comme un vote valide. Il est par conséquent pris en compte pour déterminer si un parti a franchi ou non le seuil électoral. En revanche, conformément à l'article 96.5 de la LOREG, seuls les suffrages exprimés sont pris en compte pour la répartition des sièges à pourvoir.

### Conditions de candidature
La loi électorale prévoit que les partis, fédérations, coalitions et groupements électoraux sont autorisés à présenter des listes de candidats. Toutefois, les partis, fédérations ou coalitions qui n'ont pas obtenu de mandat au Parlement lors de l'élection précédente sont tenus d'obtenir au moins la signature de 0,1 % des électeurs inscrits au registre électoral de la circonscription dans laquelle ils cherchent à se faire élire, alors que les regroupements d'électeurs sont tenus d'obtenir la signature de au moins 1 % des électeurs. Il est interdit aux électeurs de signer pour plus d'une liste de candidats. En même temps, les partis et les fédérations qui ont l'intention d'entrer en coalition pour participer conjointement à une élection sont tenus d'informer la commission électorale compétente dans les dix jours suivant le déclenchement de l'élection.

### Répartition des sièges
Toute candidature qui n'a pas obtenu, au minimum, 3 % des suffrages valides — ce qui inclut les bulletins blancs — dans une circonscription n'est pas admise à participer à la répartition des sièges. La répartition se déroule de la manière suivante :
- on ordonne les candidatures sur une colonne en allant de la plus votée à la moins votée ;
- on divise le nombre de voix obtenues par chaque candidature par 1, 2, 3... jusqu'au nombre de sièges à pourvoir dans le but de former un tableau ;
- on attribue les sièges à pourvoir en tenant compte des plus grands quotients selon un ordre décroissant ;
- lorsque deux candidatures obtiennent un même quotient, le siège est attribué à celle qui a le plus grand nombre total de voix ; lorsque deux candidatures ont exactement le même nombre total de voix, l'égalité est résolue par tirage au sort et les suivantes de manière alternative.

Les sièges propres à chaque formation politique sont attribués aux candidats en suivant l'ordre de présentation sur la liste. En cas de décès, incapacité ou démission d'un député, le siège vacant revient au candidat ou, le cas échéant, au suppléant placé immédiatement derrière le dernier candidat élu de la liste.

## Campagne

### Principaux partis
| Parti | Parti                              | Parti                              | Chef de file         | Résultat en 2015           | Position          | Position                   | Position    | Position                                |
| Parti | Parti                              | Parti                              | Chef de file         | Résultat en 2015           | Autodétermination | Déclaration d'indépendance | Article 155 | Statu quo constitutionnel et statutaire |
| ----- | ---------------------------------- | ---------------------------------- | -------------------- | -------------------------- | ----------------- | -------------------------- | ----------- | --------------------------------------- |
|       | Parti démocrate européen catalan   | Parti démocrate européen catalan   | Carles Puigdemont    | 39,6 % des voix 62 députés | Pour              | Pour                       | Contre      | Contre                                  |
|       | Gauche républicaine de Catalogne   | Gauche républicaine de Catalogne   | Marta Rovira         | 39,6 % des voix 62 députés | Pour              | Pour                       | Contre      | Contre                                  |
|       | Ciutadans                          | Ciutadans                          | Inés Arrimadas       | 17,9 % des voix 25 députés | Contre            | Contre                     | Pour        | Pour                                    |
|       | Parti des socialistes de Catalogne | Parti des socialistes de Catalogne | Miquel Iceta         | 12,7 % des voix 16 députés | Contre            | Contre                     | Pour        | Contre                                  |
|       | Catalogne en commun                | Catalogne en commun                | Xavier Domènech      | 8,9 % des voix 11 députés  | Pour              | Contre                     | Contre      | Contre                                  |
|       | Parti populaire catalan            | Parti populaire catalan            | Xavier García Albiol | 8,5 % des voix 11 députés  | Contre            | Contre                     | Pour        | Pour                                    |
|       | Candidature d'unité populaire      | Candidature d'unité populaire      | Anna Gabriel         | 8,2 % des voix 10 députés  | Pour              | Pour                       | Contre      | Contre                                  |

| Parti | Parti | Chef de file         | Résultat en 2015                                  |
| ----- | --- | -------------------- | ------------------------------------------------- |
|       | Ensemble pour la Catalogne - Parti démocrate européen catalan | Carles Puigdemont    | 39,6 % des voix 62 députés (Ensemble pour le oui) |
|       | Gauche républicaine - Catalunya Sí (ERC-CatSí) - Gauche républicaine de Catalogne (ERC) - Catalunya Sí - Démocrates de Catalogne - Mouvement des gauches                     | Marta Rovira         | 39,6 % des voix 62 députés (Ensemble pour le oui) |
|       | Ciutadans (Cs) | Inés Arrimadas       | 17,9 % des voix 25 députés                        |
|       | Parti des socialistes de Catalogne (PSC) | Miquel Iceta         | 12,7 % des voix 16 députés                        |
|       | Catalogne en commun-Podem (CatComú–Podem) - Catalogne en commun - Barcelone en commun - Podem - Initiative pour la Catalogne Verts (ICV) - Gauche unie et alternative (EUiA) | Xavier Domènech      | 8,9 % des voix 11 députés                         |
|       | Parti populaire catalan (PP) | Xavier García Albiol | 8,5 % des voix 11 députés                         |
|       | Candidature d'unité populaire (CUP) | Carles Riera         | 8,2 % des voix 10 députés                         |

### Sondages
Les résultats des sondages sont présentés dans le tableau ci-dessous par ordre antéchronologique. La colonne +/- indique l'écart en points de pourcentage entre les deux premiers partis testés. Pour obtenir la majorité absolue au Parlement de Catalogne, 68 sièges sont nécessaires.

## Résultats

### Participation
| Taux de participation | En 2015 | En 2017 | Différence |
| --------------------- | ------- | ------- | ---------- |
| à 13 heures           | 35,10 % | 34,69 % | 0,41       |
| à 18 heures           | 63,12 % | 68,32 % | 5,2        |
| clôture               | 74,95 % | 81,94 % | 6,99       |

### Voix et sièges

#### Total régional
|                          |                                                         |           |       |      |        |               |  |  |  |  |  |  |  |  |
| Partis                   | Partis                                                  | Voix      | %     | +/−  | Sièges | +/−           |  |  |  |  |  |  |  |  |
|                          | Ciutadans (Cs)                                          | 1 109 732 | 25,35 | 7,45 | 36     | 11            |  |  |  |  |  |  |  |  |
|                          | Ensemble pour la Catalogne (JuntsxCat)                  | 948 233   | 21,66 | -    | 34     | 4             |  |  |  |  |  |  |  |  |
|                          | Gauche républicaine - Catalunya Sí (ERC-CatSí)          | 935 861   | 21,38 | -    | 32     | 4             |  |  |  |  |  |  |  |  |
|                          | Parti des socialistes de Catalogne (PSC)                | 606 659   | 13,86 | 1,14 | 17     | 1             |  |  |  |  |  |  |  |  |
|                          | Catalogne en commun-Podem (CatComú-Podem)               | 326 360   | 7,46  | 1,48 | 8      | 3             |  |  |  |  |  |  |  |  |
|                          | Candidature d'unité populaire (CUP)                     | 195 246   | 4,46  | 3,75 | 4      | 6             |  |  |  |  |  |  |  |  |
|                          | Parti populaire catalan (PPC)                           | 185 670   | 4,24  | 4,25 | 4      | 7             |  |  |  |  |  |  |  |  |
|                          | Parti animaliste contre la maltraitance animale (PACMA) | 38 743    | 0,89  | 0,16 | 0      | en stagnation |  |  |  |  |  |  |  |  |
|                          | Recortes Cero-Grupo Verde (RC-GV)                       | 10 287    | 0,24  | 0,11 | 0      | en stagnation |  |  |  |  |  |  |  |  |
|                          | Pour un monde + juste (PUM+J)                           | 577       | 0,01  | Nv.  | 0      | en stagnation |  |  |  |  |  |  |  |  |
|                          | Dialogue républicain (Diàleg)                           | 0         | 0,00  | Nv.  | 0      | en stagnation |  |  |  |  |  |  |  |  |
|                          | Vote blanc                                              | 19 431    | 0,44  | 0,09 |        |               |  |  |  |  |  |  |  |  |
|                          |                                                         |           |       |      |        |               |  |  |  |  |  |  |  |  |
| Votes valides            | Votes valides                                           | 4 376 799 | 99,63 |      |        |               |  |  |  |  |  |  |  |  |
| Votes nuls               | Votes nuls                                              | 16 092    | 0,37  |      |        |               |  |  |  |  |  |  |  |  |
| Total                    | Total                                                   | 4 392 891 | 100   | -    | 135    | en stagnation |  |  |  |  |  |  |  |  |
| Abstentions              | Abstentions                                             | 1 161 564 | 20,91 |      |        |               |  |  |  |  |  |  |  |  |
| Inscrits / participation | Inscrits / participation                                | 5 554 455 | 79,09 |      |        |               |  |  |  |  |  |  |  |  |

#### Par circonscription
| Circonscriptions | Circonscriptions | Barcelone | Barcelone | Barcelone | Barcelone     | Gérone  | Gérone  | Gérone | Gérone        | Lleida  | Lleida  | Lleida | Lleida        | Tarragone | Tarragone | Tarragone | Tarragone     |
| ---------------- | ---------------- | --------- | --------- | --------- | ------------- | ------- | ------- | ------ | ------------- | ------- | ------- | ------ | ------------- | --------- | --------- | --------- | ------------- |
|                  |                  |           |           |           |               |         |         |        |               |         |         |        |               |           |           |           |               |
| Sièges           | Sièges           | 85        | 85        | 85        | en stagnation | 17      | 17      | 17     | en stagnation | 15      | 15      | 15     | en stagnation | 18        | 18        | 18        | en stagnation |
|                  |                  |           |           |           |               |         |         |        |               |         |         |        |               |           |           |           |               |
|                  |                  | Nombre    | Nombre    | %         | %             | Nombre  | Nombre  | %      | %             | Nombre  | Nombre  | %      | %             | Nombre    | Nombre    | %         | %             |
| Inscrits         | Inscrits         | 4 156 309 | 4 156 309 | 100,00    | 100,00        | 517 885 | 517 885 | 100,00 | 100,00        | 313 918 | 313 918 | 100,00 | 100,00        | 566 343   | 566 343   | 100,00    | 100,00        |
| Abstentions      | Abstentions      | 859 509   | 859 509   | 20,68     | 20,68         | 107 919 | 107 919 | 20,84  | 20,84         | 71 861  | 71 861  | 22,89  | 22,89         | 122 275   | 122 275   | 21,59     | 21,59         |
| Votants          | Votants          | 3 296 800 | 3 296 800 | 79,32     | 79,32         | 409 966 | 409 966 | 79,16  | 79,16         | 242 057 | 242 057 | 77,11  | 77,11         | 444 068   | 444 068   | 78,41     | 78,41         |
| Nuls             | Nuls             | 10 925    | 10 925    | 0,33      | 0,33          | 1 863   | 1 863   | 0,45   | 0,45          | 1 002   | 1 002   | 0,41   | 0,41          | 2 302     | 2 302     | 0,52      | 0,52          |
| Exprimés         | Exprimés         | 3 271 712 | 3 271 712 | 99,67     | 99,67         | 406 270 | 406 270 | 99,55  | 99,55         | 239 714 | 239 714 | 99,44  | 99,44         | 444 068   | 444 068   | 99,48     | 99,48         |
|                  |                  |           |           |           |               |         |         |        |               |         |         |        |               |           |           |           |               |
| Partis           | Partis           | Voix      | %         | Sièges    | +/−           | Voix    | %       | Sièges | +/−           | Voix    | %       | Sièges | +/−           | Voix      | %         | Sièges    | +/−           |
|                  | Cs               | 868 365   | 26,43     | 24        | 7             | 79 364  | 19,51   | 4      | 2             | 40 908  | 16,97   | 3      | 1             | 120 825   | 27,35     | 5         | 1             |
|                  | JuntsxCat        | 624 261   | 19,00     | 17        | 3             | 149 638 | 36,67   | 7      | en stagnation | 78 303  | 32,48   | 6      | 1             | 96 031    | 21,74     | 4         | en stagnation |
|                  | ERC-CatSí        | 678 030   | 20,63     | 18        | 3             | 88 582  | 21,71   | 4      | en stagnation | 64 417  | 26,72   | 5      | 1             | 104 832   | 23,73     | 5         | en stagnation |
|                  | PSC              | 497 650   | 15,15     | 13        | 1             | 35 197  | 8,62    | 1      | en stagnation | 21 795  | 9,04    | 1      | en stagnation | 52 017    | 11,77     | 2         | en stagnation |
|                  | CatComú-Podem    | 276 810   | 8,42      | 7         | 2             | 16 482  | 4,04    | 0      | 1             | 9 415   | 3,91    | 0      | en stagnation | 23 653    | 5,35      | 1         | en stagnation |
|                  | CUP              | 143 711   | 4,37      | 3         | 4             | 21 708  | 5,32    | 1      | en stagnation | 12 140  | 5,04    | 0      | 1             | 17 687    | 4,00      | 0         | 1             |
|                  | PPC              | 142 934   | 4,35      | 3         | 5             | 11 646  | 2,85    | 0      | 1             | 10 902  | 4,52    | 0      | 1             | 20 188    | 4,57      | 1         | en stagnation |
|                  | Autres           | 39 951    | 1,22      |           |               | 3 383   | 0,83    |        |               | 1 834   | 0,76    |        |               | 4 439     | 1,00      |           |               |
|                  | Blanc            | 14 163    | 0,43      | 1 833     | 0,45          | 1 341   | 0,56    | 2 094  | 0,47          |         |         |        |               |           |           |           |               |

### Analyse
La participation atteint les 82 %, établissant un nouveau record dont le précédent remonte aux élections de septembre 2015. L'augmentation de la participation des électeurs les moins favorables à l'indépendance aurait pu accroître le score des partis constitutionnalistes : mais cette hypothèse n'est pas vérifiée.
Les partis situés dans l'opposition sortante progressent de deux sièges, ce qui est insuffisant pour modifier la structure représentative issue des élections de 2015. Les partis indépendantistes conservent la majorité en sièges au Parlement avec 70 mandats. 
Avec 47,5 % des voix, ces derniers atteignent un score presque équivalent à celui de 2015 (où ils avaient reçu 47,8 % des suffrages). Le parti du président sortant, Carles Puigdemont — qui a mené campagne depuis Bruxelles —, arrive en tête du bloc indépendantiste avec 21,7 % des voix, ce qui représente néanmoins le plus faible résultat pour le centre-droit indépendantiste depuis la fin du régime franquiste. La Gauche républicaine de Catalogne obtient pour sa part son meilleur résultat sur cette même période avec 21,4 % des voix. Le parti de gauche radicale Candidature d'unité populaire, présent au Parlement depuis seulement 2012, perd près de la moitié de son assise électorale au profit des deux grandes forces indépendantistes parlementaires mais maintient sa présence au Parlement. 
Il est à remarquer que les héritiers de l'historique parti catalaniste démocrate-chrétien Union démocratique de Catalogne sont scindés depuis deux élections autonomiques en deux factions : - d'un côté les anti-indépendance sous la bannière d'Union démocratique de Catalogne en 2015 (où ils n'avaient pas obtenu de représentation avec 2,5 % des voix) puis de Units per Avançar en 2017 dans les listes électorales du PSC (où ils ont obtenu un siège) .
- de l'autre côté les pro-indépendance des Démocrates de Catalogne qui intégraient en 2015 les listes de Junts pel Sí et celles d'ERC en 2017 .
Le bloc unioniste, formé de Ciutadans (Cs), du Parti populaire catalan (PPC) et du Parti des socialistes de Catalogne (PSC), est à la hausse, passant de 39,5 % à 43,5 % des suffrages. Comme lors des précédentes élections, le PPC recule face à la montée de Cs, perd sept sièges et réalise sa plus mauvaise performance depuis la fin du régime franquiste (là où Cs gagne 11 sièges et réalise sa meilleure performance), ce qui marque une défaite pour le Parti populaire (PP) du président du gouvernement espagnol Mariano Rajoy, qui s'était personnellement impliqué dans la campagne électorale. Cela renforce également Cs dans sa rivalité à l'échelle nationale contre le PP, actuellement à la tête du pays avec un gouvernement minoritaire. Le PSC qui, bien que défendant une réforme constitutionnelle et le fédéralisme, est également opposé à l'indépendance de la Catalogne, progresse légèrement depuis 2015, où il avait obtenu son pourcentage de voix le plus faible depuis la fin du régime franquiste.
Enfin, la coalition électorale CatComú-Podem (7,5 %), après avoir défendu l'idée de référendum sur l'indépendance sans donner de consigne de vote et s'être opposée à la fois à la déclaration unilatérale d'indépendance d'octobre et à la mise sous tutelle de la Catalogne, marque un léger recul.

### Conséquences
Aux premières annonces des résultats, Ciutadans, arrivé en tête sans majorité absolue annonce, par la voix de sa représentante « c'est la première fois en Catalogne que gagne un parti constitutionnel (...) À présent, nous pouvons dire que nous sommes les vainqueurs, en Catalogne. »
Carles Puigdemont revendique, pour sa part, une victoire « que personne ne peut discuter (...) Rajoy a perdu le plébiscite qu’il cherchait. » Il demande à rencontrer Mariano Rajoy ; lequel refuse en considérant que son interlocutrice est Inès Arrimadas, parce que sa liste obtient le meilleur score en valeur absolue (bien qu'elle soit cependant dans l'incapacité de briguer la présidence ni de ne former aucun gouvernement).
Un porte-parole de la Commission européenne, Alexandre Winterstein, indique : « Notre position sur la question de la Catalogne est bien connue et a été réitérée régulièrement, et à tous les niveaux. Elle ne changera pas. S’agissant d’une élection régionale, nous n’avons pas de commentaire à faire ».
Pour sa part, le gouvernement allemand « reconnaît » la victoire des indépendantistes tout en espérant qu'un accord pourra être trouvé entre les parties dans le cadre de la constitution espagnole et de la légalité.
Sur le plan judiciaire, au lendemain des élections, six personnalités politiques et associatives indépendantistes sont mises en examen pour rébellion. La garde civile signale au même juge s'occupant de ces cas de considérer une centaine de personnalités engagées dans l'indépendantisme pour leur participation aux manifestations annuelle de la Diada dont l’entraîneur Pep Guardiola et la maire de Barcelone (qui ne s'est jamais déclarée ouvertement favorable à l'indépendance) Ada Colau .
La session constitutive du Parlement, qui doit se tenir au plus tard le 23 janvier 2018, a lieu le 17 janvier et voit l'élection de Roger Torrent à la présidence.
Le 21 mars 2018, après l'échec des candidatures de Carles Puigdemont et de Jordi Sànchez i Picanyol, la candidature de Jordi Turull au poste de président de la Généralité de Catalogne est proposée par le président du Parlement de Catalogne Roger Torrent. Le lendemain, il échoue à se faire élire au premier tour à la majorité absolue, en raison de l'abstention des quatre députés de la CUP. Cet échec ouvre une période de deux mois à l'issue de laquelle le Parlement sera dissous en cas d'absence d'investiture. Le 23 mars 2018, Turull est incarcéré et le second tour, à la majorité relative, est ajourné.
Le 4 mai 2018, Ensemble pour la Catalogne fait adopter en première lecture la modification de la loi de la présidence de la Généralité et du gouvernement (70 voix pour, 64 contre), ouvrant la voie à l'élection de Carles Puigdemont au poste de président et à son investiture à distance. Après avoir obtenu l'autorisation du Conseil d'État de présenter une demande d'invalidation de la loi devant le Tribunal constitutionnel, ce dernier accepte le recours, ce qui a comme effet immédiat la suspension de la nouvelle loi en attendant l'examen approfondi du dossier.
Le 10 mai 2018, après avoir dû de nouveau renoncer à sa propre candidature, Puigdemont indique que Quim Torra est le candidat de la coalition à la présidence de la Généralité,.  À l'inverse des trois précédents candidats à l'investiture (Puigdemont, Sànchez et Turull), il n'est pas mis en cause par la justice dans la procédure pénale concernant la déclaration d'indépendance de la Catalogne. À l'issue du vote, il reçoit 66 voix pour et 65 contre, tandis que les quatre députés de la CUP s'abstiennent. La majorité requise étant de 68 voix, un nouveau scrutin à la majorité simple est annoncé pour le 14 mai. La réunion stratégique de la CUP — organisée à Cervera le lendemain du vote — se conclut par une décision de confirmer la position d'abstention lors du second vote. Cela garantit donc l'investiture de Torra à la majorité simple.

### Soupçons de fraude
L'économiste David Ros a publié un article qui indique que seules la fraude et les pressions ont permis à Ciutadans d'arriver en tête. Il estime que six sièges auraient dû être répartis entre PSC, PP, Junts per Catalunya, ERC (un chacun) et la CUP (deux).